# شبه‌نظامیان حقوق جانوران
شبه‌نظامیان حقوق جانوران (به انگلیسی: Animal Rights Militia (ARM)) یک بنر است که توسط فعالان حقوق جانوران استفاده می‌شود که در اقدام عملی مستقیم با استفاده از انواع تاکتیک‌ها شرکت می‌کنند که سیاست جبهه آزادی‌بخش جانوران را برای اتخاذ تمام اقدامات احتیاطی لازم برای جلوگیری از آسیب به زندگی انسان نادیده می‌گیرد.